# Теллуристый серебряный блеск
Теллу́ристый сере́бряный блеск (прямым переводом с нем. telluriumsilberglanz, tellursilberglanz) — частично устаревшее русское тривиальное название, которое рудокопы, минералоги, геологи и представители других горных профессий применяли, как минимум, к двум редким рудным минералам, теллуридам серебра. При этом последнее слово в названии означало не просто «блестящую» металлоидную поверхность, но прежде всего принадлежность минерала к обширной морфологической группе промышленно важных руд, до конца XIX века носивших научно признанное название блесков.

## Значения
- Теллуристый серебряный блеск — гессит,[2]:338 редкий рудный минерал, теллуристое серебро. Открыт и описан в 1829 году, в рудниках Западного Алтая.
- Теллуристый серебряный блеск (также письменный или графический блеск; письменная руда) — сильванит,[2]:338 редкий рудный минерал, смешанный теллурид золота и серебра, впервые найден и описан в Трансильвании и получил название по месту обнаружения.
- Теллуристый серебряный блеск (также теллуристое серебро или теллуристый серебряно-золотой блеск) — петцит,[3]:25 редкий рудный минерал, близкий к гесситу, по составу — смешанный теллурид серебра и золота.

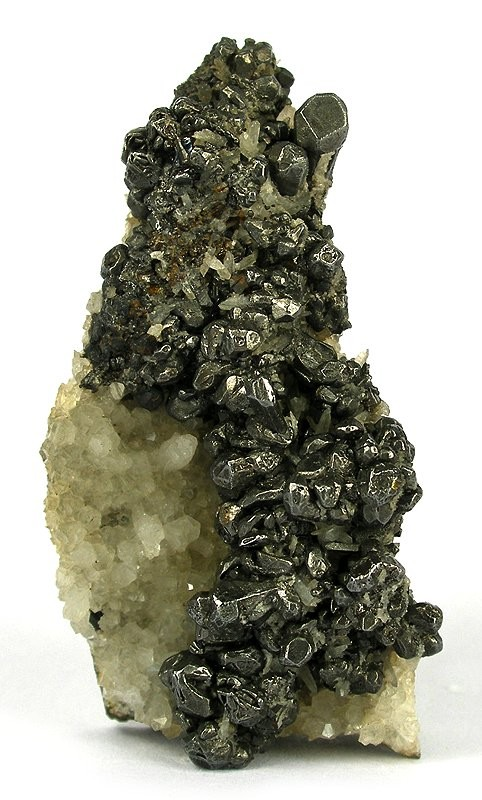
Гессит
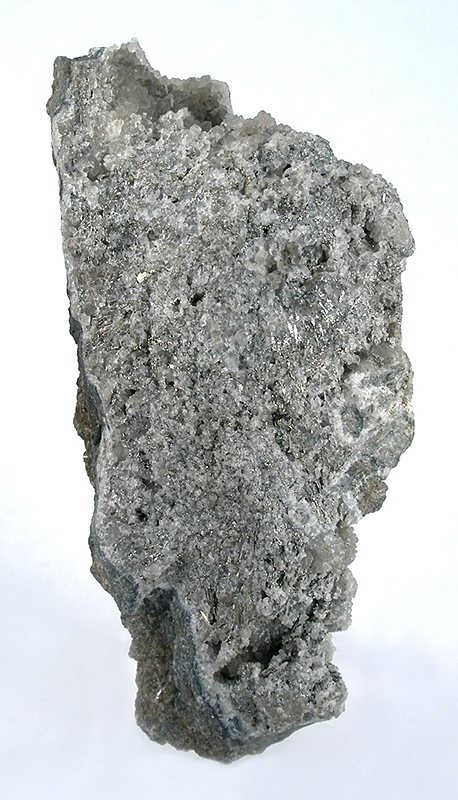
Сильванит
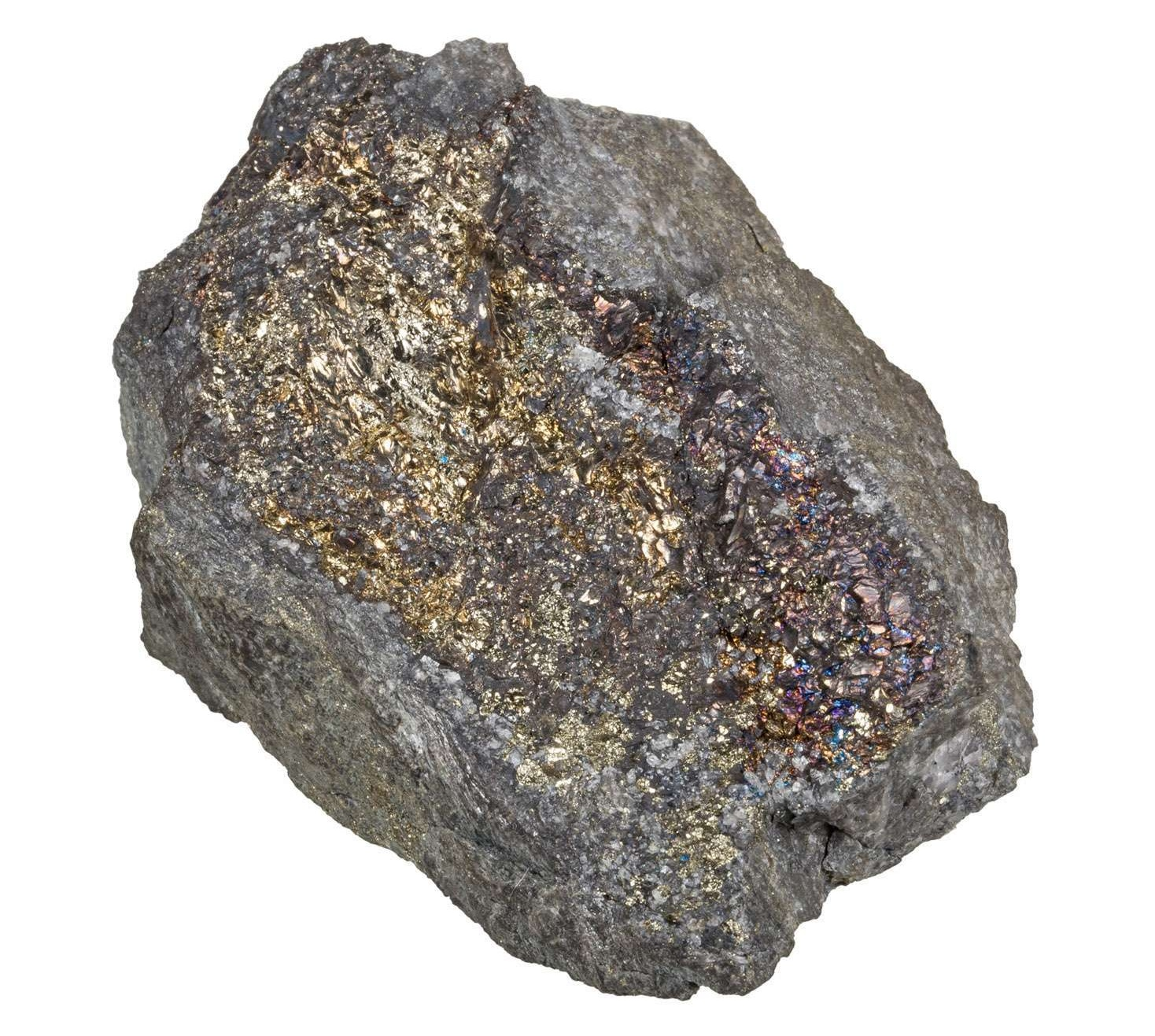
Петцит